# Myrian Rios
Myrian Rios (Belo Horizonte, 10 novembre 1958) è un'attrice, conduttrice televisiva e politica brasiliana.

## Biografia
Apparsa per la prima volta nel 1976 al Moacyr Franco Show, ha esordito come attrice sostenendo un piccolo ruolo in una telenovela di Rede Globo, O Feijão e o Sonho. Successivamente ha lavorato in altre produzioni televisive Globo, con presenze sempre più notevoli: La schiava Isaura, Marron Glacé, fino a O Amor É Nosso, di cui è stata protagonista con Fábio Jr..
Sino al 2002 Myrian Rios è stata molto attiva in televisione (l'anno precedente aveva lavorato nella telenovela O clone, fortunata produzione di Rede Globo), ma con la sua adesione alla Renovação Carismática, movimento cattolico reazionario, ha finito quasi esclusivamente per condurre programmi a carattere religioso.
Nel 2006 ha pubblicato la propria autobiografia, Eu, Myrian Rios, per i tipi della Canção Nova, la casa editrice controllata dal movimento religioso di cui fa parte. Molto spazio nel libro è dedicato alla sua fede.
Nel 2010 è riuscita a farsi eleggere deputata federale a Rio per il Partido Democrático Trabalhista, ottenendo più di 500.000 voti.  In seguito si è avvicinata all'estrema destra di Jair Bolsonaro, contribuendo anche alla diffusione di fake news per screditare vip comunisti, in particolare la cantante e conduttrice televisiva Xuxa. 

## Vita privata
Per dieci anni è stata sposata con Roberto Carlos Braga: dal matrimonio non sono nati figli, perché i due erano all'epoca molto concentrati sulle rispettive carriere. Una serie di scatti osé pubblicati dalla rivista Lui, in cui Myrian Rios era ripresa seminuda, è stata tra le cause che hanno determinato la fine dell'unione. In seguito l'attrice è diventata madre di due figli, uno per ciascuno dei due successivi matrimoni, che sono anch'essi terminati col divorzio.